# De Beers (diamante)
Il De Beers è un diamante del peso di 234,65 carati (circa 47 grammi) con taglio a cuscino, di colore leggermente giallo. Prende il nome dai fratelli Nicholas e Diederick De Beer, ex-proprietari delle miniere in Sudafrica dove fu scoperto il diamante grezzo.
I fratelli De Beer vendettero le miniere nel 1871 a Cecil Rhodes, che in quel periodo si stava appropriando della quasi totalità delle miniere diamantifere dell'Africa centrale e meridionale. Nel 1888 fu scoperto nelle miniere un diamante del peso di 428,50 carati, il secondo più grande ritrovato fino ad allora. Il cristallo ottaedrico aveva dimensioni di circa 48 x 38 mm.

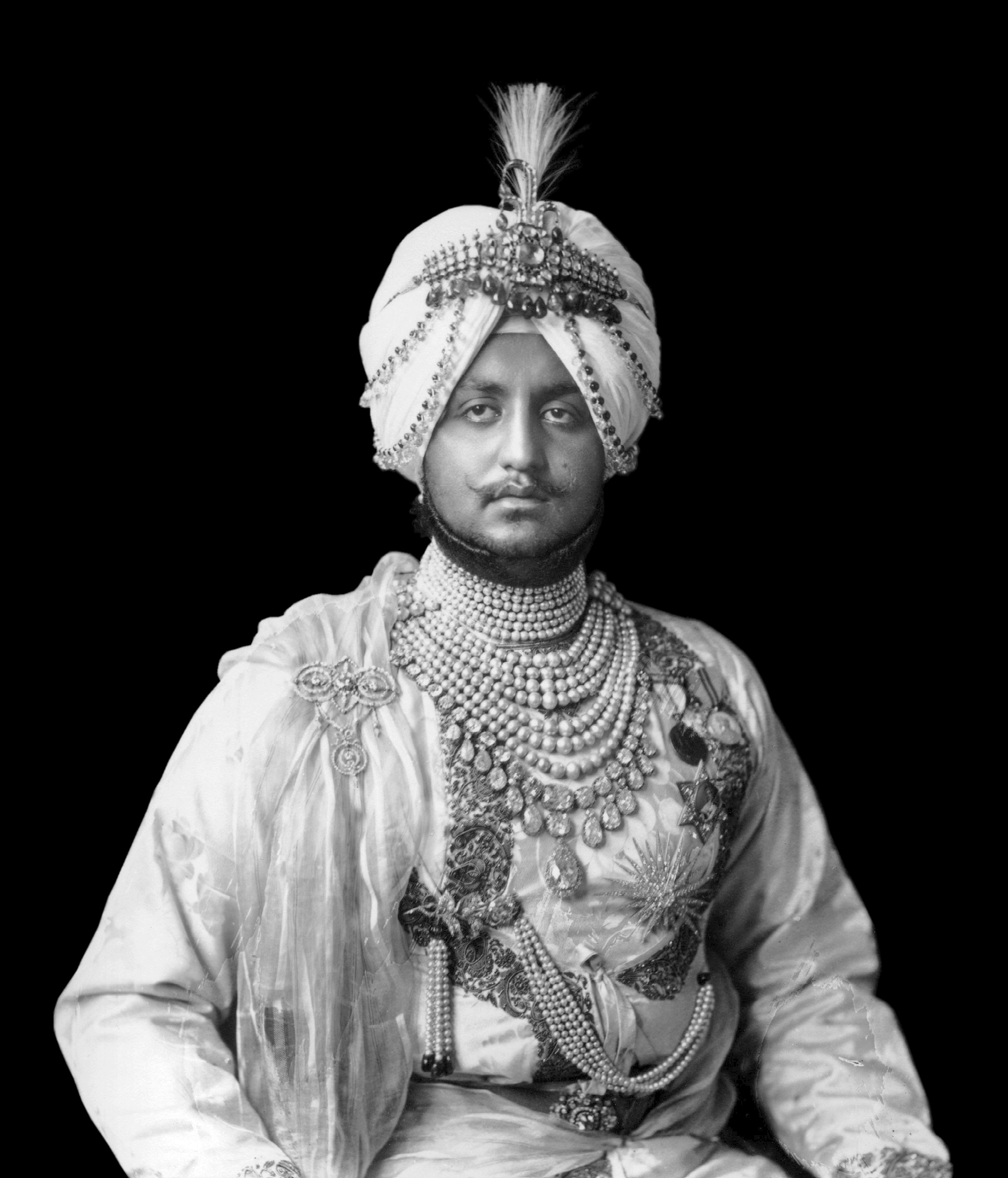
Il Maharajah Bhupinder Singh di Patiala (1911).

Il taglio fu eseguito con ogni probabilità ad Amsterdam, all'epoca il maggiore centro per la lavorazione e commercializzazione dei diamanti. Dopo essere stato esposto in pubblico a Parigi, il diamante fu acquistato dal Maharajah Bhupendra Singh di Patiala. Nel 1928 il nuovo Maharajah di Patiala, Bhupinder Singh, incaricò la gioielleria Cartier di inserire il diamante in una collana comprendente altri 2.930 gioielli, tra cui alcuni costosissimi rubini della Birmania, per un totale di 962,25 carati.
La collana Patiala è considerata da molti esperti come uno dei più straordinari e costosi pezzi di gioielleria mai creati. Se esistesse ancora, avrebbe un valore inestimabile.
Nel 1947, con l'Indipendenza dell'India, la collana scomparve. Molto probabilmente il Maharajah di Patiala la mantenne in suo possesso ma la nascose, per timore che venisse confiscata dal nuovo governo centrale.
Il diamante De Beer ricomparve dopo 25 anni il 6 maggio 1982, quando il suo proprietario (rimasto sconosciuto) lo mise all'asta tramite Sotheby's a Ginevra. Un anonimo acquirente se lo aggiudicò per la somma di 3,16 milioni di dollari, molto inferiore alle stime prevalenti (molti esperti ne valutarono il valore in almeno 4,5 milioni di dollari).
Nel 1998 alcuni resti della collana, ma senza il diamante De Beers, i rubini e altre gemme maggiori, furono trovati in una gioielleria di Londra, che era all'oscuro della loro provenienza. La Cartier acquistò le gemme e cercò di ricostruire la collana originaria che aveva costruito nel 1928.

Dopo quattro anni di lavoro la collana fu terminata. Il diamante De Beer e gli altri sette diamanti maggiori (con caratura da 18 a 73 carati) furono sostituiti con repliche esatte in zaffiro e zirconio, I rubini della Birmania con rubini sintetici. Il risultato era molto soddisfacente dal punto di vista estetico, ma con un valore di gran lunga inferiore alla collana Patiala originale.